# Bratia din Vale, Vâlcea
Bratia din Vale este un sat în comuna Galicea din județul Vâlcea, Muntenia, România.

 Acest articol despre o localitate din județul Vâlcea este deocamdată un ciot. Puteți ajuta Wikipedia prin completarea lui.